# Icilio Zuliani
Icilio Zuliani (Fiume, 29 ottobre 1909 – Buchenwald, 9 maggio 1945) è stato un calciatore italiano, di ruolo centravanti.

## Biografia
Muore nel 1945 nel campo di concentramento di Buchenwald.

## Carriera
Gioca con la Fiumana il massimo campionato nella stagione 1928-29, esordendo il 1º novembre 1928 nella partita Fiumana-Reggiana (4-0) in cui mette a segno due reti; la stagione successiva gioca nel primo campionato di Serie B sempre con la squadra della sua città.
Veste ancora la maglia della Fiumana nei successivi campionati di Prima Divisione e Serie C fino al 1937, totalizzando complessivamente 120 presenze e 47 reti, di cui 7 presenze e 3 reti in Divisione Nazionale e 24 presenze e 6 reti in Serie B.